# 三峽五聖宮
三峽五聖宮，全名為北巡-三峽五聖宮代天府，於1990年（民國79年；歲次庚午年)3月14日建立，並選址在三峽鎮三樹路。2003年(民國92年)，經委員會與信徒們表決同意，改建於新北市三峽區茅埔路3號(即現址)，2004年(民國93年;歲次甲申年)2月21日舉行動土儀式，並於2008年(民國97年；歲次戊子年)八月八日安座入廟。其內恭奉主神五府千歲、右殿文昌帝君及左殿的武財神。

## 外部連結
- 北巡-三峽五聖宮代天府臉書(facebook)（页面存档备份，存于）